# Johann Carolus
Johann Carolus (25. března 1575 Muhlbach-sur-Munster – 15. srpna 1634 Štrasburk) byl německý tiskař a knihkupec, považovaný za prvního vydavatele novin.
Byl synem pastora, vyučil se knihvazačem a roku 1599 je uváděn jako štrasburský měšťan. V roce 1604 převzal tiskárnu Bernharda Jobina. V roce 1605 začal vydávat týdeník nazvaný Relation aller Fürnemmen und gedenckwürdigen Historien (Výčet všech záslužných a pamětihodných zpráv), který Světová asociace novin v roce 2005 uznala za první tištěné periodikum v dějinách lidstva (i když např. Stanley Morison tento primát zpochybňuje). Reprodukoval v něm zprávy, které do Štrasburku přinášeli listonoši a kupci z různých evropských zemí, později si vybudoval síť informátorů. Zachoval se list, v němž Carolus neúspěšně žádal štrasburské radní o udělení monopolu na vydávání novin. Nejstarší zachované číslo Relation pochází z roku 1609 a je majetkem univerzity v Heidelbergu; obsahuje zprávy z Kolína nad Rýnem, Vídně a Prahy.
Po Carolově smrti noviny vydávali jeho dědicové, existence titulu je doložena ještě roku 1688.